# 実隆本源氏物語系図
『実隆本源氏物語系図』（さねたかほんげんじものがたりけいず、略して実隆本）は、三条西実隆が整えた源氏物語系図をいう。内容の異なる幾つかの系図が現存するが、最初の完成は1488年（長享2年）である。

## 歴史的状況
実隆本以前に存在した全ての源氏物語系図は、大きく九条家本の流れを汲むもので、現在では一般的な本文である青表紙本や河内本が成立する以前の本文に基づいて作られたものであり、巣守三位など現存する源氏物語の中には現れない人物についての言及もしばしば見られるなど当時の標準的な本文となりつつあった青表紙本による源氏物語とはしばしば整合性の取れないものであった。
そのような中で三条西実隆によって整えられた「実隆本」はそれ以前の古系図とは形式と内容がいくつかの点で異なっていた。実隆本以前はさまざまな源氏物語系図が存在したが、実隆本が成立して以後は湖月抄に収められた天文本などのわずかな例外を除いて実隆本の流れを汲むものが主流となっていった。
池田亀鑑は源氏物語系図を時代で区分し、実隆以前のものを「（源氏物語）古系図」、実隆以後のものを「新系図」と呼んで区別した。(すみれ草以降は更に別とする)

## 実隆本源氏物語系図の成立
三条西実隆の日記「実隆公記」の記述や現存する複数の「実隆本源氏物語系図」の内容や奥書の違いによって、少なくとも4ないし5種類の系統の「実隆本源氏物語系図」が存在することが確認出来るため、一度に完成したのではなく何度か繰り返し考察を加えて改定・発展していると見られている。
「実隆公記」の記述によると、もともと三条西家には源氏物語古系図が存在したと見られ（これが昭和初期になって三条西家に所蔵されていた源氏物語古系図として三条西公正によって紹介されたものと同じであるかどうかは不明）、それを書写したり貸し借りしたり、校合を行っていた。また宗祇や肖柏といった源氏物語に造詣の深い当時の知識人たちの源氏物語についての講釈を聞き、あるいはこれらの人物と議論を交わしている。また既存のさまざまな古系図を調べ、その校合や改訂を行っていたが、部分的な校訂では飽きたらずに全面的な改定を行うことになった。
実隆によって行われた「実隆本系図」の作成は、いわゆる三条西家本と呼ばれる源氏物語の本文の制定や細流抄などいくつかの三条西家系統の注釈書の作成などと合わせて三条西家の源氏学を形成するものである。

### 実隆公記の記述
「実隆公記」には源氏物語に関連する記述を数多く確認することが出来、その中に源氏物語系図に関連する記述だけでも以下のような記述が見られる。
- 文明9年4月19日（1477年6月9日）
雨降、終日無事、源氏物語系図依仰校合之、
- 文明17年3月7日（1485年4月1日）
陰、雨降、朝間姉小路（基綱）来、源氏系図借与之、
- 文明19年正月19日（1487年2月21日）
源氏物語自桐壺至空蝉覧之、巻々人名不入□人々抄出之入
- 同年2月4日（1487年3月8日）
源氏物語一部電覧終巧、系図之内不審所々粗加潤色、相談肖柏・宗祇等者也
- 同年2月5日（1487年3月9日）
肖柏来、源氏物語系図事大略治定□□唐糸一ヨリ恵肖柏了、宗祇来、扇子五本哥書□今朝所望、書遣之称礼来者也
- 同年2月11日（1487年3月15日）
宗祇法師来、肖柏入来、源氏物語系図事今□（案）条々治定了
- 長享元年11月24日（1487年12月18日）
晴、肖柏・玄清等来、源氏物語系図事談合之
- 長享2年2月20日（1488年4月11日）
右大弁宰相来、宗祇法師・玄清法師来、源氏系図事談合、大略治定了
- 同年3月25日（1488年5月15日）
退出之後参伏見殿（邦高親王）、源氏物語系図申出之、為中書也
- 同年3月27日（1488年5月17日）
雨降、源氏物語系図直付書入別人等書加之遣肖柏了
- 同年4月9日（1488年5月29日）
晴、肖柏入来、源氏物語系図事有相談事
- 同年4月12日（1488年6月1日）
晴、肖柏来、源氏物語系図事相談之
- 同年4月26日（1488年6月15日）
雨降、肖柏入来、源氏物語系図事治定落居了、自愛々々
- 同年6月10日（1488年7月27日）
源氏物語系図染筆令進上竹園伏見殿了
- 同年7月8日（1488年8月25日）
御方□源氏物語系図可書進上之由被仰下、料紙今日被下之
- 同年7月26日（1488年9月11日）
仰源氏物語系図依親王御方仰此間染筆、今日終其功令進上了、則御校合、無一失、自愛々々
- 明応8年3月24日（1499年5月13日）
源氏物語系図徳大寺（実淳）所望□□立筆
- 同年5月29日（1499年7月16日）
雨、光源氏物語系図終書功遺徳徳大寺了
- 文亀元年5月25日（1501年6月20日）
早朝帥卿入来、光源氏物語系図被借請之間遣之
- 同年8月4日（1501年9月26日）
自禁裏源氏物語系図両巻可然本欠可見之由被仰下之、美麗之古本也。但礼式不審事等多々也、其趣言上了、仰此本奥書云、
文永3年6月16日（1266年7月26日）以中書之本書写校合了
彼本奥云
文永3年正月廿日（1266年3月5日）於灯下河州之草本書写了、此本不洛居事等多之、追可勘入欠
永仁4年3月4日（1296年4月14日）
如此、以之思之、件系図者河内方新造勿論也、向後可知之、仍記之
- 文亀3年11月3日（1503年12月1日）
今日源氏物語系図観栄所望立筆
- 文亀4年2月20日（1504年3月16日）
源氏物語系図今日終功、則遣左右衛門尉了
- 永正6年6月14日（1509年7月11日）
伊長来、曇花院殿源氏物語系図書写事仰之旨伝之也、御料紙可給之由申了
- 同年6月18日（1509年7月15日）
進於書状曇花院殿、源氏系図書写事先日承之間、可書試之由申之
- 同年6月23日（1509年7月20日）
良椿来、系図料紙事申付之
- 同年6月27日（1509年7月24日）
源氏物語系図公瑜禅師終書功、校合了、釣事申付良椿者也
- 同年8月19日（1509年9月13日）
師象朝臣、宗鑑法師同道来、先日系図本借用事謝之、
- 同年8月24日（1509年9月18日）
行李朝臣来、系図一巻終書功来、自愛也、料紙一巻又昨日遣之者也
- 永正8年6月18日（1511年7月22日）
終日念踊、甘来（甘露寺元長）入来、源氏物語系図新写被携之、愚存分相談了
- 同年7月3日（1511年8月6日）
資直来、源氏物語系図外題所望、染筆了
- 永正17年3月22日（1520年4月19日）
資直朝臣来、頼孝以使者送折紙、和歌所望、則染筆、経師堺并源氏系図料紙調進之、
- 同年4月15日（1520年5月12日）
能登（畠山義総）返事遺之、源氏物語系図新写遺之了、
- 同年4月16日（1520年5月13日）
粟屋孫三郎源氏本奥哥書之、同系図今日遺吉田許了
- 享禄4年後5月21日（1531年7月15日）
御注孝経、源氏系図表紙等出現、自愛
- 天文2年6月4日（1533年7月6日）
源氏系図最勝院借請之、遺了、

なお、実隆公記には日記そのものの記述の他に、日記に転用した手紙等の紙背文書にも源氏系図関係の記述を持つ文書が幾つか見られる。

## 現存する実隆本源氏物語系図
実隆本源氏物語系図としては以下のものが現存する。この他に実隆の日記によれば「永正17年」のものが存在すると考えられるが、これに属すると考えられる写本は現存しない。
- 1488年（長享2年）4月26日本の系統
- 1499年（明応8年）5月29日本の系統
- 1504年（文亀4年）2月20日本の系統
- 1512年（永正9年）本の系統（この本については「実隆公記」には対応する記述が見られない）
- 1520年（永正17年）4月本の系統（この系統と見られる本は現存しない）

### 人物の配置
古系図と対比したときの実隆本系図の最大の特徴は人物の配置にあるとされる。古系図ではある人物の子孫を並べるときにまず長子を記述し、その後に「父親→長子→長子の長子→長子の次子→次子→次子の長子→次子の次子」という順序で長子の子孫を全て記述してから上の世代に戻って次子を記述するという、「しばしば下の世代から上の世代に戻ることのある配置」を原則（＝旧原則）としており、これに対して実隆本はまず長子以下の子をすべて記述し、その後「父親→長子→次子→長子の長子→長子の次子→次子の長子→次子の次子」といった順序で記述していくという親の世代、子の世代、孫の世代がそれぞれまとまって記述される「下の世代から上の世代に戻ることのない配置」を原則（＝新原則）とするとされるが、長享2年本は冒頭部分のみ新原則に則って記述されており、その他の部分は古系図以来の旧原則のままである。これに対して明応8年本では長享2年本とは逆に後半部分のみ新原則になっており、その他の部分は古系図のままの旧原則になっており、試行錯誤の跡が見られる。文亀4年本に至って初めて系図全体を一貫して「下の世代から上の世代に戻ることのない配置」（＝新原則）で記述されるようになっている。

### 長享2年本
実隆が作成した源氏系図の最初の版であり、長享2年6月10日に伏見宮邦高親王に献上したものの系列であると考えられる。古系図と比較したとき個々の人物の記述が大幅に変わっているが人物の配列方法は冒頭部分を除いて概ね古系図のものを受け継いでおり、冒頭部分にのみ「下から上に戻ることのない」といういわゆる「新原則」で並べられている。この系統の系図には以下のような長い跋文が付されている。「光源氏の物語系図といふ物、いずれの代より出き、誰人のしわざなりといふ事をしらず、異同まち／＼にして、是非わきまへがたし、さだめて展転書写のあやまりなるべし、この比この物がたりに心よするともから三四ヶ年かほと互にあひかたらひ五十余帖のうちしつかにひらきみて煩乱をかりたいらけ浮詞をきりきる就中氏族たしかならす前後みえさる輩をは一巻／＼におきて一人／＼をしるせり但わらは随身こときそのしなかすにもあらす、そのことわささせる詮なき物にいたりてはこれをのそくついにして詞論潤色をへすなはち書写校合をとくるもの也、おほよそ彼物語は代々のもてあそび物として、家々の注釈かずおほしといへども、桃花坊の禅閣の花鳥余情を抄して、松岩寺の左府の河海の遺漏を決し給へるに過ぎたるはなかるべし、彼序にも残れるをひろひ、あやまりをあらたむるは先達のしわざにそむかざれば、後生のともがらなんぞしたがわざらんやと、筆を残し給はれば、今の系図のおもむき此義理にひとし、かくさだめおける中にも、なおあやまりなきにあらざるべし、将来の君子かならず心ざしをおなじくすべしといふことしかり、ときに長享二のとし青陽の三月、これをしるしおはりぬ」なお、実隆公記によれば長享2年本には上記の跋文にあるように3月に一度邦高親王に献上したものと6月になって改めて献上したものとが存在することになるが、現存する者は全て6月本の系統であると考えられる。

#### 写本
長享2年本の系列に属すると考えられる写本には以下のようなものが存在する。
- 『源氏物語系図』（尊経閣文庫蔵）
- 『源氏物語系図』（熊本大学教育学部蔵）2種
- 『源氏系図』（酒田光丘図書館蔵）

### 明応8年本
長享2年本と比較すると人物の配列方法について旧原則と新原則とが逆転するなど一新されている。

#### 写本
明応8年本の系列に属すると考えられる写本には以下のようなものが存在する。
- 伝三条西実隆筆『源氏物語系図』（金刀比羅宮社務所蔵）
この写本は「ミセケチ」などを多く含んでおり、推敲本ではないかと見られている。

### 文亀4年本
古系図やこれまでの実隆本系図と比べると、人物の配列方法が新原則で一本化されており、実隆本源氏系図の一応の完成に位置づけられている。

#### 写本
文亀4年本の系列に属すると考えられる写本には以下のようなものが存在する。この他に絵入源氏物語（慶安三年版、承応三年版）、首書源氏物語といった版本に収められている系図もこの系統に属する。
- 『源氏物語系図』天理図書館吉田文庫蔵
- 『源氏系図』内閣文庫蔵
「不載系図人々」を欠く。
- 『光源氏系図』宮内庁書陵部加治井御文庫
- 『源氏物語系図』高松宮家蔵
「不載系図人々」を欠く。
- 『源氏物語系図』国文学研究資料館蔵
室町末期ころの書写。「不載系図人々」を欠く。
- 『源氏物語系図』国文学研究資料館蔵
江戸末期写。「不載系図人々」を欠く。
- 『源氏物語系図』蓬左文庫蔵
寄合書きの源氏物語の写本に附されたもので筆写目録による系図の書写者は「南都連歌師紹九」。巻末に明応八年本の識語が附されるが内容は文亀四年本である。
- 『源氏物語系図』蓬左文庫蔵
折本1帖。長享二年の跋文が付されるが内容は文亀四年本である。
- 『光源氏系図』蓬左文庫蔵
「不載系図人々」を欠く。
- 『源氏系図集』石山寺蔵
折本1帖
- 『源氏物語人物考』龍谷大学図書館蔵
巻頭の一部と「不載系図人々」の宿木巻の途中以下を欠く。
- 『源氏物語系図』広島大学国文研究室蔵
- 『源氏物語系図』架蔵本
「不載系図人々」を欠く。
- 『源氏物語系図』架蔵本
巻初に「光源氏物語目録」が記されている。

その他以下のような版本に附載された系図が文亀四年本の系統であると認められる。
- 絵入源氏物語（慶安3年版・承応3年版）附載本
- 首書源氏物語附載本

### 永正9年本
この永正9年本では古系図から文亀4年本まで同一人物であるとされている鬚黒の父であり今上帝 (源氏物語)の外祖父にあたる左大臣と冷泉帝の女御の父である左大臣を別の人物とするという形で左大臣の系譜に手を入れている。
この系統の系図には以下のような奥書を有している。
「本云物語系図去長享二年春之比、肖柏等相談之訪宗祇法師指南、粗所清書之本也、被引余習以件愚本染禿筆、不可出窓外者也、
永正第九蝋月廿七日
巻々年紀為備忽忘大概注付之、
永正十二八」

#### 写本
永正9年本の系列に属すると考えられる写本には以下のようなものが存在する。
- 『源氏物語系図』（宮内庁書陵部蔵本）
- 『光源氏物語系図』（尊経閣文庫蔵本）
- 『源氏物語系図』（国立国会図書館蔵本）
- 『源氏物語系図』（東京大学図書館蔵本）
- 『光源氏物語系図』（三井家旧蔵、慶應義塾大学図書館蔵本）
- 『源氏系図』（九州大学図書館細川文庫蔵本）
長享二年本の識語が附されるが内容は永正九年本である。